# Партенос
Партенос је у грчкој митологији био епитет богиње Атене (Атена Партенос), али и име неколико хероина девица, за које се веровало да су пренесене на небо у сазвежђе Девице.

## Митологија
Најчувенија је Аполонова и Хрисотемидина кћерка, која је умрла млада, па ју је отац пренео међу звезде. Друга је била принцеза острва Наксос, кћерка Стафила и Хрисотемиде, која је скочила у море да би избегла гнев свог оца (или очуха, у случају да је Аполон био прави отац, и тада се ради о истој личности). Аполон ју је тада претворио у богињу коју су обожавали у граду Бубасту у Карији. Такође се под овим именом/епитетом помињу и Астрејева и Хемерина кћерка, Икаријева кћерка Еригона и богиња Дика, Зевсова и Темидина кћерка. У златно доба Дика је боравила међу људима на Земљи, али се већ у сребрно повлачила у планине, да би у гвоздено доба, када су се људи искварили, она напустила Земљу и отишла на Небо, међу звезде.